# 詩貼歷史公園
詩貼歷史公園位於曼谷以北約240公里的碧差汶府詩貼縣，此地約從5世纪起建立城邦，約13世纪以後逐漸沒落而成為廢棄的遺跡。泰國藝術廳將此遺跡設立詩貼歷史公園，面積4.7平方公里。詩貼歷史公園在2019年列為泰國世界遺產的預備名單，2023年以「詩貼古鎮及其相關之陀羅缽地古蹟」名稱列入世界遺產名單。

## 歷史沿革
詩貼早在5世紀就已建立城邦，當地人民信奉印度教。在詩貼發現的雕塑可發現深受印度文化的影響。根據英國東方學家荷拉斯·威爾斯的研究，詩貼的歷史大致上可以分成三個階段：第一階段為5至7世紀，當時主要受印度文化的影響，這段期間出土的雕塑與印度當地十分相似；第二階段為7或8世紀開始，至11世紀，此時期出土的文物與陀羅缽地的文物十分相似；第三階段為11至13世紀，此時詩貼為高棉帝国的領土，為當時一個重要的城鎮:34。
詩貼古城有兩道城牆，第一道城牆與第二道城牆之間為外城，面積2.83平方公里；第二道城牆內為內城，面積1.87平方公里，內外城合計面積為4.7平方公里，遺址包括住房、作坊、祭祀或墓葬的區域，主要建築包括詩貼寺、宋披農寺、考巴生遺址等。詩貼在當時為地區貿易與信仰中心，在13世紀以後，新興的城鎮羅渦（Lavo，今華富里）與披邁興起，詩貼的地位逐漸沒落。

## 考古與保護
1904年，泰國業餘歷史學家丹龍·拉差努帕從大城與拉达那哥欣岛的歷史文獻中，發現一座名為詩貼的古城。根據他的研究，認為古城應該在華富里府柴八丹縣與碧差汶府碧差汶府治縣之間。1905年拉差努帕在一趟旅行中發現一處遺跡，他相信這個遺跡就是古代的詩貼古城。
1935年荷拉斯·威爾斯對此遺跡進行大規模挖掘，發現了古代的城牆與護城河遺跡，並用這些遺跡重建古代城市的布局。挖掘過程中發現許多陀羅缽地的雕塑，並找到更早時期的印度教毗湿奴、黑天、蘇利耶雕像，這些雕像現收藏於曼谷國立博物館。:33, 35
自1978年起，泰國藝術廳對詩貼古城進行調查、挖掘、研究和古蹟維護，並設立詩貼歷史公園。詩貼歷史公園在2019年列為泰國世界遺產的預備名單，2023年以「詩貼古鎮及其相關之陀羅缽地古蹟」名稱列入世界遺產名單。

## 圖集

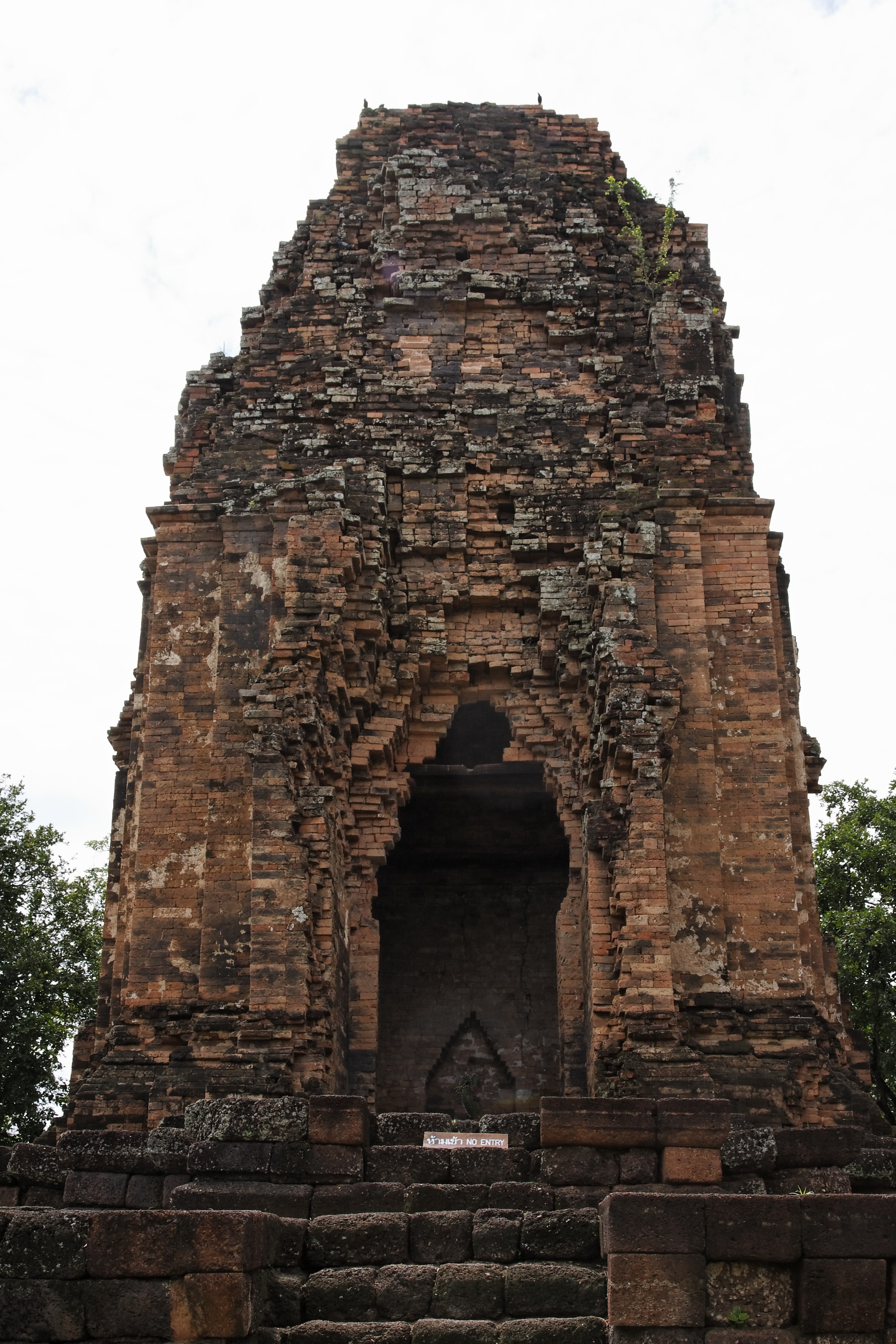
詩貼寺
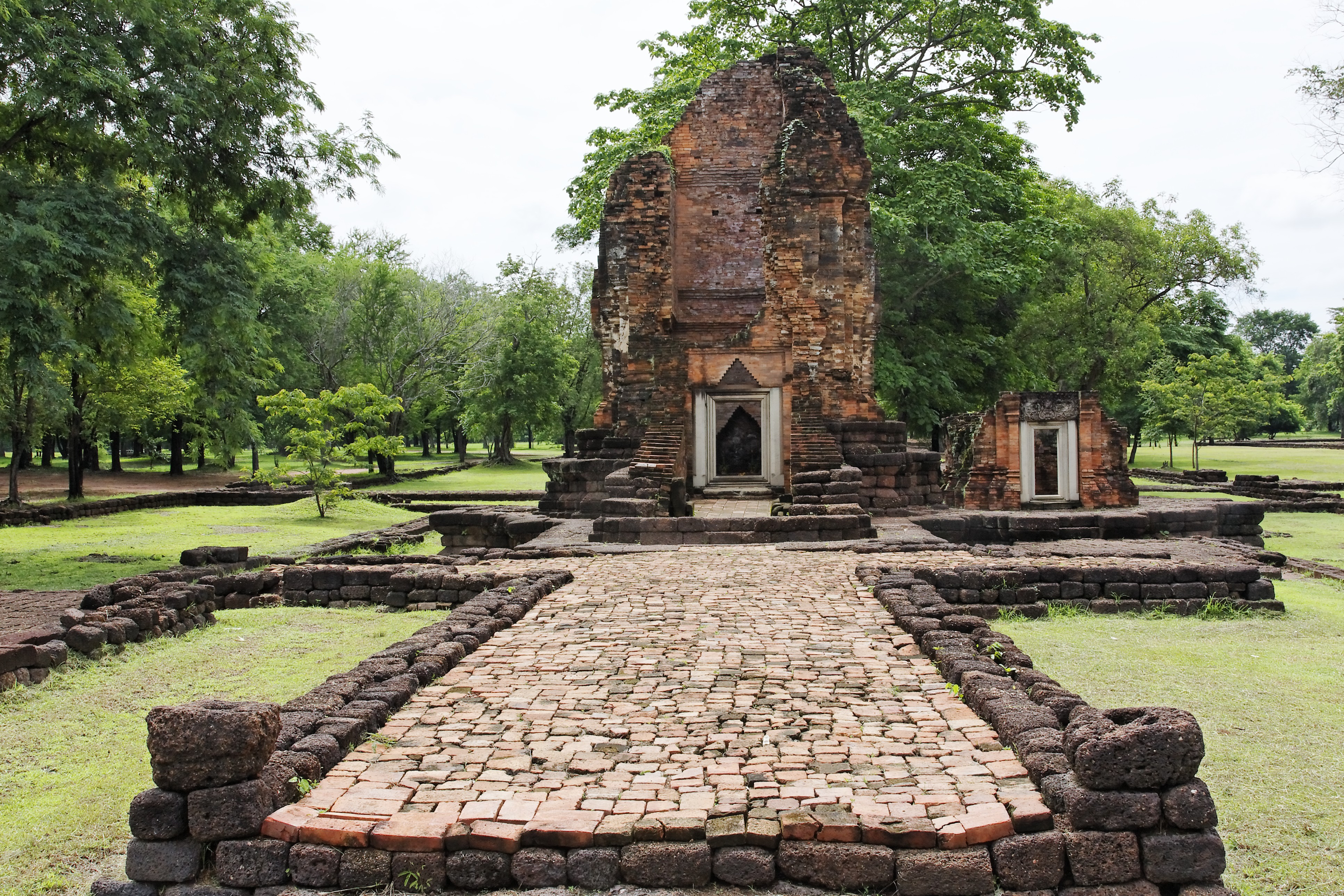
宋披農寺
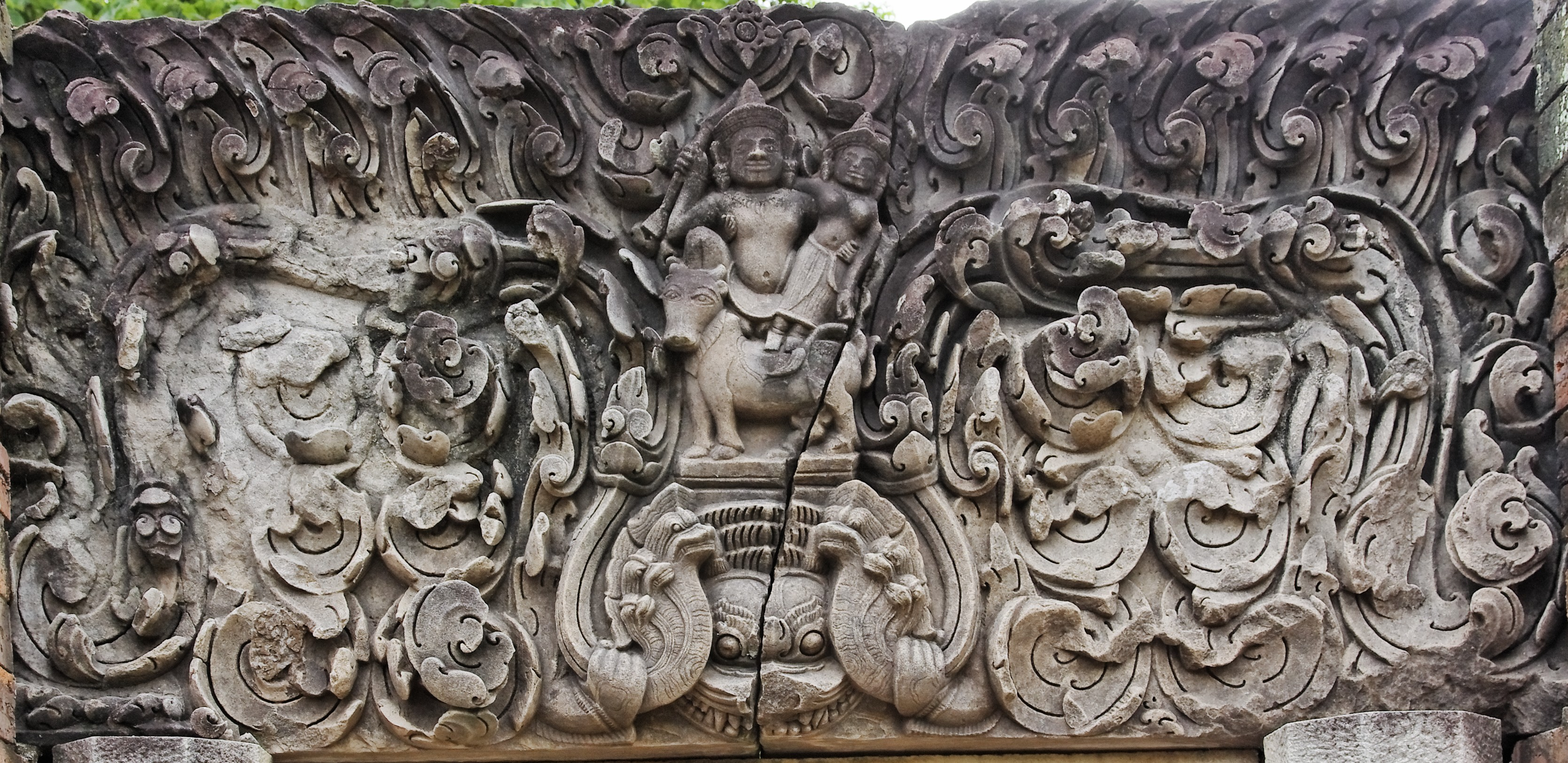
宋披農寺的浮雕
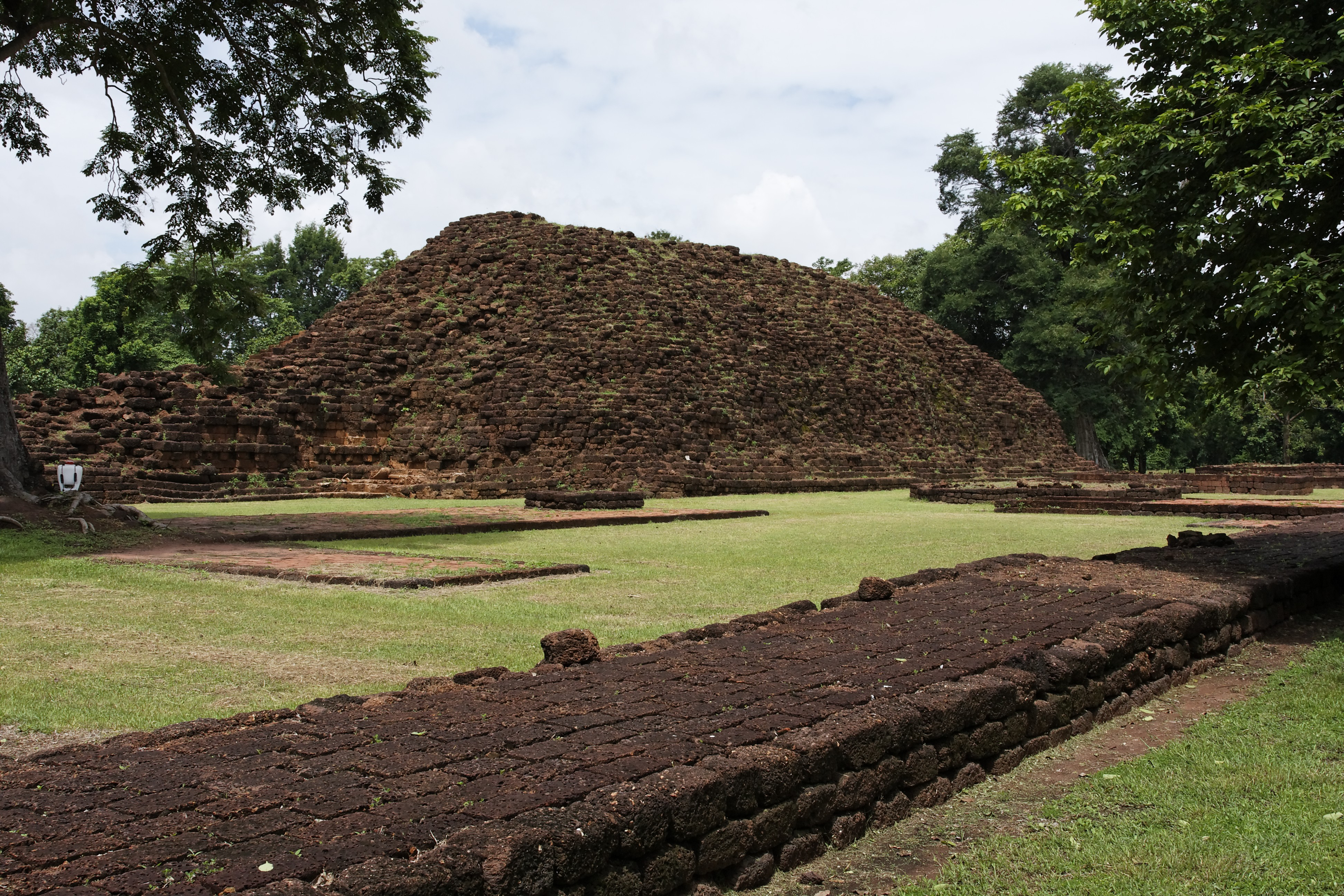
考巴生遺址

## 外部連結
- （英文）泰國觀光局－詩貼歷史公園 （页面存档备份，存于）